# Edgard De Caluwé
Pour les articles homonymes, voir De Caluwé.
Edgard De Caluwé, né à Denderwindeke le 1er juillet 1913 et mort à Grammont le 16 mai 1985, est un coureur cycliste belge. 
Il compte vingt victoires en tant que professionnel de 1933 à 1947. Il remporte notamment Paris-Bruxelles et Bordeaux-Paris en 1935, ainsi que le  Tour des Flandres en 1938. Il participe également à deux reprises au Tour de France, sans obtenir de succès.

## Biographie
En 1933, Edgard De Caluwé remporte le Tour de Belgique dans la catégorie des indépendants (pilotes sans contrat). La même année, il gagne le Tour des Flandres des indépendants. L'année suivante, il obtient un contrat avec Dilecta-Wolber. Dès ses débuts, il remporte deux classiques prestigieuses : Paris-Bruxelles et Bordeaux-Paris. En 1934 et 1935, il prend le départ du Tour de France, sans parvenir à terminer la course. En 1935, il termine deuxième de deux étapes. En 1936, il se classe deuxième du Tour des Flandres et gagne une étape du Tour du Nord, qu'il termine troisième au général. Lors de l'édition suivante, il remporte deux étapes et prend la deuxième place du général. Toujours en 1937, il gagne une étape du Tour d'Allemagne (huitième du général) et se classe septième de Paris-Roubaix. En 1938, il remporte le Tour des Flandres.
Sa carrière est interrompue par la Seconde Guerre mondiale. Il remporte encore quelques victoires après la guerre, mais ses meilleures années sont passées. En 1945, il remporte le GP Victor Standaert. En 1947, il met fin à sa carrière de cycliste et ouvre une concession automobile à Ninove. De Caluwé faisait partie d'un groupe de cyclistes avec son compatriote Kamiel Beeckman. Ce groupe a créé le Denderclub Ninove, un club de cyclisme qui organise depuis 1943 une course du calendrier national, le Grand Prix Beeckman-De Caluwé. 
De Caluwé est décédé en 1985 à l'âge de 71 ans d'une crise cardiaque lors d'une balade à vélo au pied du Mur de Grammont, célèbre côte pavée du Tour des Flandres. Dans Ninove, un monument rappelle sa victoire dans le Tour des Flandres 1938.

## Palmarès
- 1933
  - Tour des Flandres indépendants
  - Bruxelles-Liège
  - Tour de Belgique indépendants :
    - Classement général
    - 3e, 4e et 7e étapes
- 1934
  - Grand Prix du 1er mai
  - 2e de Paris-Bruxelles
  - 3e de Paris-Rennes
  - 7e de Paris-Nice
  - 7e de Paris-Tours
- 1935
  - Paris-Bruxelles
  - Bordeaux-Paris
  - 2e du Grand Prix des Nations
  - 2e du Critérium des As
  - 4e de Paris-Tours
  - 8e du Tour des Flandres
- 1936
  - 2e étape du Tour du Nord
  - 2e du Tour des Flandres
  - 2e de la Coupe Sels
  - 3e du Tour du Nord
- 1937
  - 7e étape du Tour d'Allemagne
  - 1re et 2e étapes du Tour du Nord
  - 2e du Tour du Nord
  - 3e du Circuit du Midi
  - 3e de Paris-Tours
  - 5e de Paris-Bruxelles
  - 7e de Paris-Roubaix
- 1938
  - Tour des Flandres
- 1939
  - 5e de la Flèche wallonne
- 1945
  - Grand Prix Beeckman-De Caluwé

## Résultats sur les grands tours

### Tour de France
2 participations 
- 1934 : abandon (18e étape)
- 1935 : abandon (9e étape)

### Tour d'Italie
1 participation 
- 1940 : abandon